# Піндюр Іван Максимович
Іван Максимович Піндюр (23 квітня 1905, м. Баку, тепер Азербайджанська Республіка — 29 серпня 1938) — радянський партійний діяч, 2-й секретаря Донецького обкому КП(б)У. Депутат Верховної Ради СРСР 1-го скликання. Учасник та жертва сталінського терору.

## Життєпис
Народився в родині робітника-машиніста. У 1916 році закінчив міське початкове училище в місті Баку. У 1916—1918 р. — учень Бакинського вищого початкового училища, у 1918—1919 р. — учень Ардатовського вищого початкового училища Нижегородської губернії. У 1919 році вступив до комсомолу.
У жовтні — грудні 1919 р. — секретар, а у грудні 1919 — квітні 1920 р. — голова Ардатовського міського комітету комсомолу (РКСМ) Нижегородської губернії. У квітні — жовтні 1920 р. — завідувач редакційно-видавничого і політпросвітницького відділів Ардатовського повітового комітету комсомолу (РКСМ). У жовтні 1920 — листопаді 1922 р. — завідувач політпросвітницького відділу Починковського повітового комітету комсомолу (РКСМ) Нижегородської губернії.
Член РКП(б) з листопада 1921 року.
У листопаді 1922 — червні 1923 р. — секретар Починковського повітового комітету комсомолу (РКСМ) Нижегородської губернії. У червні 1923 — листопаді 1924 р. — секретар Павловського повітового комітету комсомолу (РКСМ) Нижегородської губернії.
У листопаді 1924 — квітні 1925 р. — заступник завідувача політпросвітницького відділу Нижегородського губернського комітету комсомолу (РЛКСМ). У квітні 1925 — квітні 1926 р. — завідувач шкільного відділу Нижегородського губернського комітету комсомолу (ВЛКСМ). У квітні 1926 — квітні 1928 р. — завідувач політпросвітницького відділу Нижегородського губернського комітету комсомолу (ВЛКСМ).
У квітні 1928 — січні 1929 р. — заступник завідувача відділу агітації і пропаганди Канавинського районного комітету ВКП(б) Нижегородської губернії.
У січні 1929 — квітні 1930 р. — відповідальний секретар Нижегородського крайового комітету комсомолу (ВЛКСМ).
У квітні 1930 — червні 1932 р. — секретар партійного комітету ВКП(б) Нижегородського машинобудівного заводу «Двигатель революции».
У червні 1932 — березні 1934 р. — завідувач організаційного відділу, у березні 1934 — березні 1935 р. — заступник секретаря, а у березні 1935 — серпні 1937 р. — 2-й секретар Горьковського міського комітету ВКП(б) і, одночасно, завідувач відділу партійних кадрів Горьковського міського комітету ВКП(б).
У серпні — вересні 1937 р. — у розпорядженні Донецького обласного комітету КП(б)У. У вересні 1937 року — завідувач відділу керівних партійних органів Донецького обласного комітету КП(б)У.
У вересні 1937 — квітні 1938 року — в.о. 2-го секретаря Донецького обласного комітету КП(б)У. Член Особливої трійки НКВС.
8 квітня 1938 року заарештований. 29 серпня 1938 року розстріляний.